# Walzengießerei und Hartgusswerk Quedlinburg

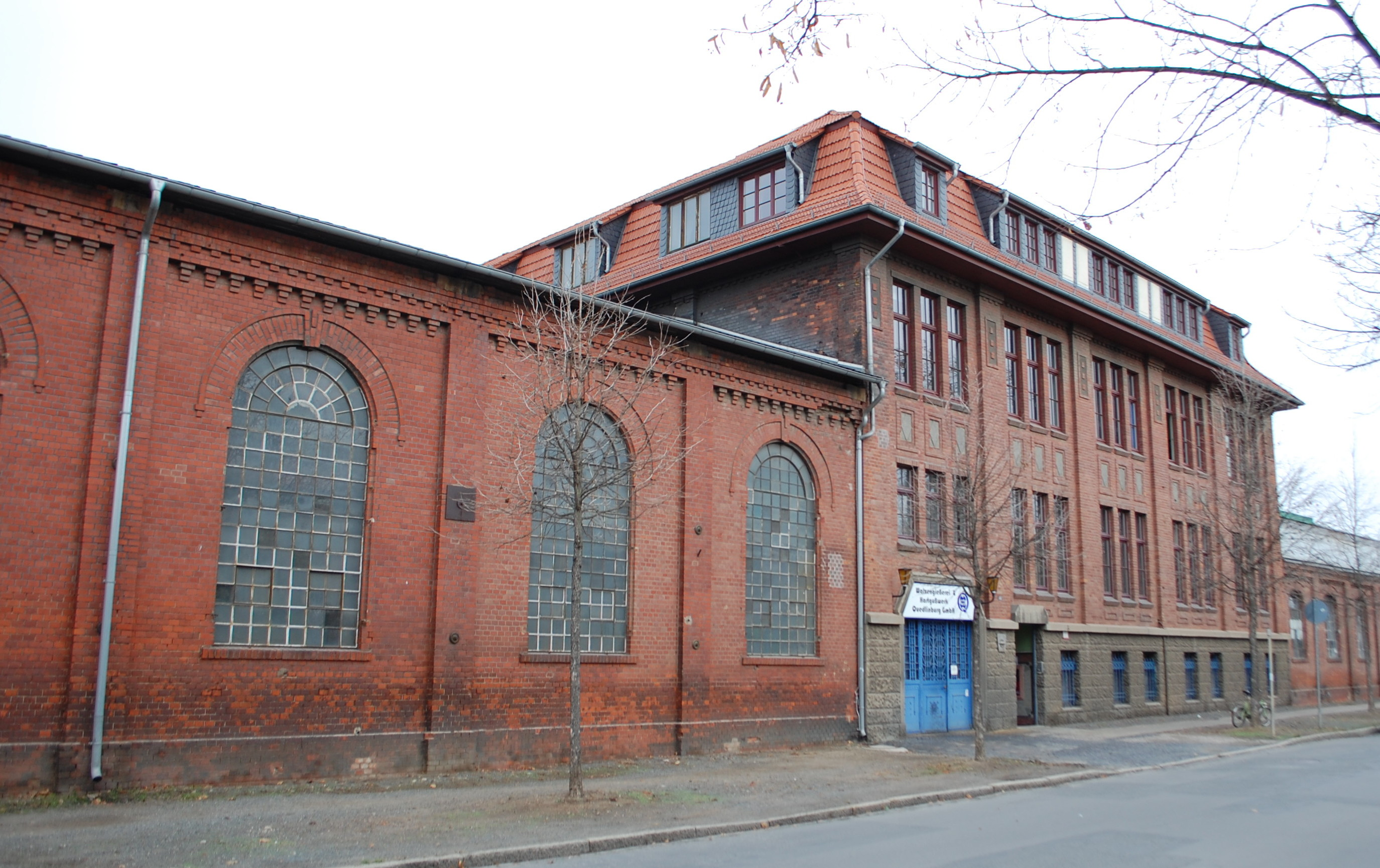
Fabrik Klopstockweg 33

Das Walzengießerei und Hartgusswerk Quedlinburg (WHQ) ist ein traditionsreicher metallverarbeitender Betrieb in der Stadt Quedlinburg in Sachsen-Anhalt. Teile der Fabrikanlage sind denkmalgeschützt.

## Lage
Das Werk befindet sich im Stadtteil Süderstadt südlich der historischen Quedlinburger Altstadt an der Adresse Klopstockweg 33 und ist im Quedlinburger Denkmalverzeichnis eingetragen. Ein Neubau wurde ab 2011 auf der gegenüberliegenden Seite der neu errichteten Straße An der Walze angrenzend zu den Bahnanlagen errichtet.

## Architektur und Geschichte
Die Fabrik wurde 1865 durch Karl Wolf als Eisengießerei gegründet und ging aus einer Schmiede der Quedlinburger Altstadt hervor. Andere Quellen nennen Paul Leder als Gründer. Es war eines der ersten Unternehmen in der Süderstadt und befasste sich mit Hartguss. Rudolph Leder firmierte das Unternehmen in den nächsten Jahren als Hartgusswerk und Maschinenbau Anstalt um. Schwerpunkt von Produktion und Entwicklung war der Kokillenhartguss, mit dem direkt beanspruchte Maschinenteile hergestellt wurden. So wurden Müllereiwalzen in größerer Stückzahl gefertigt. Im Jahr 1897 wurde bereits die 10.000. Müllereiwalze geliefert.
Die heutige Werksanlage entstand in den Jahren 1896 und 1899 in neoklassizistischem Stil. Das zentrale Kontorhaus wurde 1914 errichtet und ist in Teilen seiner Innengestaltung noch im bauzeitlichen Zustand. Dies betrifft insbesondere die Raumaufteilung, das Treppenhaus und die Stechuhr.
In der Zeit nach 1945 wurde der Betrieb verstaatlicht und später als Zweigbetrieb der Walzengießerei Coswig im sächsischen Coswig angegliedert. Die Produktion wurde modernisiert. Ab Anfang der 1960er Jahre entstanden vorkalibrierte Walzen. Patentiert wurde ein Magnesium-Einschubverfahren von Helmuth Matlach zur Herstellung von Walzen aus legiertem Gusseisen mit Kugelgraphit.
Das Werk verfügte über ein eigenes Labor, das wissenschaftliche Forschungen ermöglichte. Auch wurde selbst ausgebildet. In den 1980er Jahren entstand eine neue Gießereihalle. Darüber hinaus wurden CNC-Drehmaschinen angeschafft.
Im Zuge der politischen Wende in der DDR wurde der Zweigbetrieb zum 1. Juli 1990 in eine Kapitalgesellschaft umgewandelt, deren Anteile von der Treuhandanstalt gehalten wurden. Die Privatisierung erfolgte zum 1. Januar 1993 durch ein Management-Buy-out an Heinz Schilling und Bernd Kahlenberg. Das Gelingen der Privatisierung war insbesondere durch die in den 1980er Jahren erfolgten Investitionen zur Modernisierung des Betriebes ermöglicht.
Es folgte die Anschaffung zwei moderner elektrisch betriebener Schmelzöfen mit denen jeweils vier Tonnen geschmolzen werden können. Darüber hinaus wurden weitere CNC-Maschinen zur Weiterverarbeitung der in der Gießerei geschmolzenen Mengen angeschafft. Schilling und Kahlenberg beendeten 2003 mit Eintritt in die Altersrente ihre Tätigkeit als Geschäftsführer, blieben jedoch Mehrheitsgesellschafter. Als Geschäftsführer folgte der seit 1986 im Unternehmen tätige Rainer Busch sowie Hartmut Smolny nach. Smolny schied später aus. An seine Stelle trat Martin Schrumpf. Prokurist wurde Lutz Bartels.
Das Unternehmen firmiert als GmbH und produziert verschleißfeste Gusserzeugnisse und insbesondere Walzen und Walzenmäntel für die Stahl-, Rohr- und Keramikindustrie. Darüber hinaus werden die Produkte auch vom Maschinenbau und von der Lebensmittelindustrie nachgefragt. So entstehen auch Mahlwalzen, Schokoladenwalzen und Tabakwalzen. Weiterhin werden Dosierwalzen, Seifenwalzen und Hartgusskolben hergestellt. Es werden 110 Mitarbeiter beschäftigt.